# Moritz Czeitschner
Moritz August Czeitschner (* 31. Mai 1880 in Neutitschein/Nový Jičín; † 20. Februar 1972 in Villach) war ein österreichischer Angestellter und Politiker.

## Leben
Czeitschner war der Sohn des Lebzelters Moritz Czeitschner und dessen Ehefrau Theresia geb. Piegl. Er war römisch-katholisch und heiratete am 2. Juli 1906 Anna Bücking (* 3. Januar 1883; † 27. April 1965). Aus der Ehe ging mindestens ein Sohn hervor.
Czeitschner besuchte die Volksschule in Oberzeiring (Steiermark) und machte von 1894 bis 1897 eine Lehre als Huf- und Wagenschmied und besuchte einen Spezialkurs für Schlosser und Monteure an der Staatsgewerbeschule in Wien. Ab 1897 arbeitete er als Kesselschmied in verschiedenen Werkstätten der Staatsbahnen, schließlich als Bundesbahnbeamter. Im Ersten Weltkrieg war er vom Kriegsdienst befreit. Im Jahr 1929 ging er als Referent für Wohnungsangelegenheiten in der Staatsbahndirektion in Villach in Pension. Danach war er hauptberuflich in Parteifunktionen tätig und war nach dem Parteiausschluss 1933 Geschäftsführer in einer Sprituosenhandlung in Villach.

## Politik
Czeitschner war zunächst Mitglied der Sozialdemokratischen Partei Österreichs und ab 1900 Mitglied bei deutschvölkischen Vereinen. Im Jahr 1908 gehörte er zu den Mitgründern der Deutschen Arbeiterpartei, einem Vorläufer der NSDAP. 1911 kandidierte er bei den Reichsratswahlen im Wiener Wahlkreis Floridsdorf, erreichte dort aber nur 3,1 % der Stimmen.
1918 zog er aus beruflichen Gründen nach Kärnten und wurde 1920 dort Landesobmann der Kärntner DNSAP. Zum 14. Juni 1927 trat er der NSDAP Hitler-Bewegung bei, im Dezember wieder aus und zum 24. Oktober 1929 wieder ein (Mitgliedsnummer 116.288). Er wurde im Dezember 1929 Bezirksleiter von Villach-Stadt und 1932 von Stadt und Bezirk Villach.
Vom 13. Dezember 1930 bis zum 5. Juli 1933 vertrat er die NSDAP im Kärntner Landtag. Aufgrund des Parteiverbotes der NSDAP verlor er 1933 sein Mandat. Er war ab Juni 1933 Geschäftsführer der Partei im Gau Kärnten, im September 1933 wurde er aus der Partei ausgeschlossen. Er trat danach in die Vaterländische Front ein. Nach dem Anschluss 1938 wurde er wieder als Mitglied in die NSDAP aufgenommen und sogar mit der alten Mitgliedsnummer aus 1927 geführt. 1942 erhielt er das „Goldene Parteiabzeichen“. Zwischen 1938 und 1944 war er Bürgermeister von Velden.
Im Jahr 1948 wurde er wegen des Verbotsgesetzes und wegen Kriegsverbrechen angeklagt. Ihm wurde die Mitschuld an der Aussiedlung slowenischer Familien vorgeworfen. Das Verfahren wurde eingestellt.